# Enspel
Enspel ist eine Ortsgemeinde im Westerwaldkreis in Rheinland-Pfalz. Sie gehört der Verbandsgemeinde Westerburg an.

## Geographische Lage
Enspel liegt 10 km nordwestlich von Westerburg, auf einer Anhöhe am Westhang des Stöffel, eines Basaltberges. Die Struktur des Ortes ist geprägt durch die nahen Basaltbrüche, in welchen etwa seit dem Jahre 1900 der Abbau des Basaltgesteins betrieben wird. Sehenswert sind die mächtigen Bruchstellen und Gesteinsaufschlüsse im Stöffel.

## Geschichte
1261 erfolgte die erste urkundliche Erwähnung Enspels als Encenmulen.
Der ursprünglich zur Grafschaft Diez gehörende Ort fiel 1386 durch Erbschaft an das Haus Nassau-Dillenburg. Nach der Gründung des Rheinbundes 1806 wurde Enspel dem neugegründeten Herzogtum Nassau zugeschlagen. Nach dem Deutschen Krieg 1866 kam der Ort mit  Nassau  zu Preußen. Der Ort gehörte spätestens ab der zweiten Hälfte des 15. Jahrhunderts zum Kirchspiel und Gericht Rotenhain. Aus dem Kirchspiel wurde Enspel 1563 im Zug der Reformation herausgelöst und nach Marienberg umgepfarrt. Im 20. Jahrhundert wurde in der Fossillagerstätte Enspel die Stöffelmaus gefunden.
Bevölkerungsentwicklung
Die Entwicklung der Einwohnerzahl von Enspel, die Werte von 1871 bis 1987 beruhen auf Volkszählungen:
| Jahr | Einwohner |
| 1815 | 74        |
| 1835 | 115       |
| 1871 | 112       |
| 1905 | 181       |
| 1939 | 257       |

| Jahr | Einwohner |
| 1950 | 262       |
| 1961 | 255       |
| 1970 | 298       |
| 1987 | 273       |
| 2005 | 280       |

Molhusen
Rund 500 Meter nordnordwestlich von Enspel befand sich der Ort Molhusen. Er wird im Jahr 1511 erstmals erwähnt und muss noch vor 1525 wüst gefallen sein.

## Politik

### Bürgermeister
Dieter Wisser wurde bei der Direktwahl am 26. Mai 2019 mit einem Stimmenanteil von 76,77 % für weitere fünf Jahre in seinem Amt als Ortsbürgermeister bestätigt. Er wurde im Juni 2024 wiedergewählt.

### Wappen
Blasonierung: „Im Wellenschnitt gespalten von Gold und Blau, vorne ein schwarzes Schlägel und Eisen, oben und unten begleitet von je einem Basaltpflasterstein, hinten ein rotgezungter, rotbewehrter goldener Löwe.“
Der Löwe ist das Wappentier des Hauses Nassau, Gold und Blau die Farben der Grafen von Nassau. Schlägel und Eisen (Bergwerksymbol) sowie Pflastersteine repräsentieren den Basaltabbau als wirtschaftliche Grundlage des Ortes. Die Wellenlinie symbolisiert die Hornister.

## Wirtschaft und Infrastruktur

### Verkehr

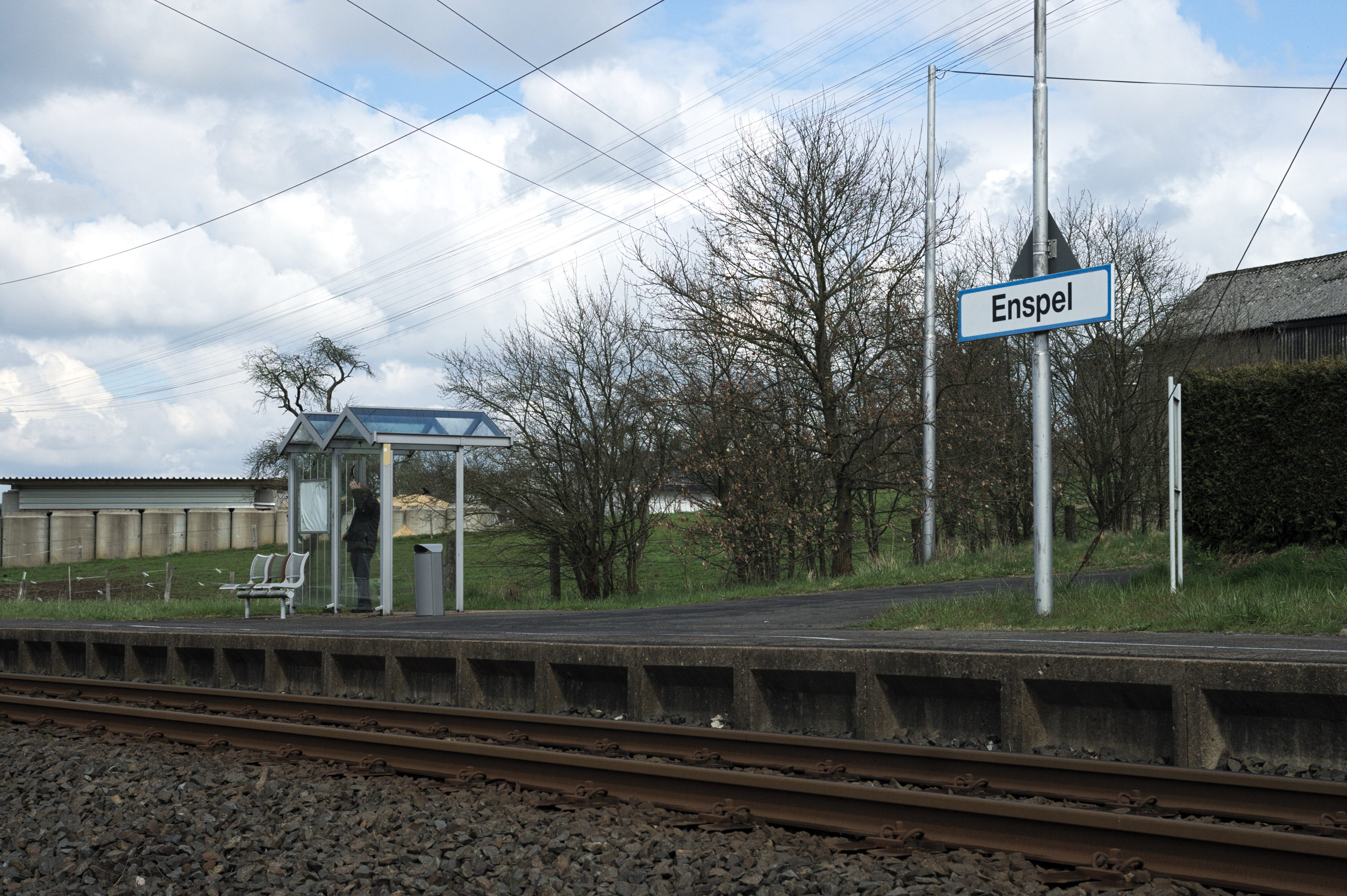
Haltepunkt Enspel (für Züge Richtung Norden)

- Südlich der Gemeinde verläuft die B 255, die von Montabaur nach Herborn führt.
- Die nächste Autobahnanschlussstelle ist Montabaur an der A 3.
- Der Ort Enspel verfügt über einen Bahnhaltepunkt an der Eisenbahnstrecke Bahnstrecke Limburg–Altenkirchen (Westerwald-Sieg-Bahn), die durch die Züge der Linie RB 90 der Hessischen Landesbahn nach dem Rheinland-Pfalz-Takt täglich im Stundentakt bedient wird.
- Am Bahnhof Au(Sieg) besteht Anschluss in Richtung Köln, Siegburg/Bonn und Siegen.
- Am Bahnhof Limburg(Lahn) besteht Anschluss an Regionalzüge in Richtung Frankfurt am Main, Wiesbaden, Koblenz, Gießen/Fulda sowie Montabaur/Siershahn.

### Öffentliche Einrichtungen
- Freiwillige Feuerwehr
- Dorfgemeinschaftshaus „Stöffelhalle“
- Gästehaus „Am Stöffel“ Selbstversorgerhaus
- Blockhütte
- Zugang zum Tertiär- und Industrie-Erlebnispark Stöffel

## Söhne und Töchter der Gemeinde
- Aloys Baldus (1871–1937), römisch-katholischer Theologe, Pädagoge und Autor